# Платунов Сергій Дмитрович
Сергі́й Дми́трович Платуно́в (нар. 9 серпня 1991,  Лисьва, Росія) — український футболіст. Гравець «Реал Фарма». Багаторічний півзахисник футбольної команди «Балкани» з села Зоря (Одеська область). Також захищав кольори овідопольського «Дністра», ФК «Одеса» та кам'янської «Сталі».